# Liveni (Botoșani)
Liveni es una localidad rumana de la comuna de Manoleasa, en el condado de Botosani. Está ubicada en la región de Moldavia, 65,7 km al noreste de Botoșani y 7 km al norte de la sede municipal de Manoleasa.

## Historia
Liveni fue mencionado por primera vez el 17 de agosto de 1667, fueron algunos de los asentamientos más antiguos documentados en la zona.
El origen y la evolución de la aldea de asentamientos Liveni según los restos de materiales encontrados en la zona, se deduce que en esta zona, el hombre comenzó su existencia a partir del Paleolítico inferior, incluso si no hay estudios especializados en esta materia.
- Paleolítico Medio (Musteriense) fue identificado en el perímetro de tres puntos arqueológicos, Stânca, Livenii-Vechi,  Vatra Satului, Livenii Noi y La Bâtci (N. Zaharia, M. Petrescu Dâmboviţa Em.  Zaharia - 1970).

Parece que el establecimiento se encuentra en las terrazas y laderas alrededor del agua potable en lugares que favorecen a los lugares de la pesca y el vino, que fueron las principales ocupaciones de la población.
También durante este período y continuando en Paleolítico Superior, el hombre de estos lugares tuvo que abandonar la vida nómada y buscar refugio en asentamientos fuera.
- En cuanto al Mesolítico, está pobremente representada en el área de investigación, hasta ahora no revelan rastros que ilustran este punto.
- El Neolítico en comparación con el Paleolítico y Mesolítico está mucho mejor representado, en particular, durante la Cultura Cucuteni, una de las más representativas culturas neolíticas europeas.

Por lo tanto, la cultura Cucuteni, la fase B se encuentra en la Liveni pueblo en dos puntos, en Bâtci y Sărături.
- La Edad del Bronce está pobremente representada a nivel del pueblo Liveni.
- La Edad del Hierro se identifica en los puntos de Valea Ciocoiului, Liveni -  Stânca, Livenii Vechi.

La centralización de las tribus dacias y getas aparece y aquí, donde la continuidad de la vida para el siglo I - II antes de Cristo se expresa en los descubrimientos de Liveni -Valea Ciocoiului.
Después del siglo III la población continuó la existencia en medio de todas las vicisitudes de aquellos tiempos - primero las invasiones de poblaciones migratorias, aunque de forma temporal se tuvo que renunciar a los antiguos asentamientos, retirándose de los invasores.
Restos arqueológicos que demuestran esta idea resultó alrededor del pueblo Liveni: Stânca, Livenii Vechi, La Bâtci, Armaș, La Stâncuța, La Sărături și la Valea Iazul lui Bogdan.
El contacto con la civilización de origen eslava está certificado por los mismos puntos, donde encontraron fragmentos de cerámica decorada con incisiones onduladas o los alvéolos y demostrando que los eslavos no llegaron a un nivel muy alto en el perfeccionamiento de la artesanía.
- En el periodo del feudalismo continúa su existencia como pueblo bajo un arreglo institución religiosa - Livenii Mitropoliei (secolul al XIV - lea) – I.Sandru, V. Baican – 1984.

En el siglo XVI - se atestigua pueblo Șerpenița – 28 de julio de 1509 y en el siglo XVII, está atestiguada el pueblo Liveni - 17 de agosto de 1667, fueron algunos de los más antiguos documentados en esta área.
Para el siglo XVIII - la información para el territorio presentado no son concluyentes, debido a un estudio menos extenso.
Pero desde el siglo XIX, el trabajo de investigación, nos permite observar que en 1816 existe como asentamiento Livenii – Sfintei Mitropolii (Condica de la Tesorería de Moldavia – 1816).
Otro documento que acredite la existencia de este período es el mapa rusa de 1835 (CC Giuraşcu - 1957).
En la segunda mitad del siglo XIX como consecuencia de las leyes presupuestarias de 1864, 1878-1879, 1881, la localidad de Liveni continua su existencia donde aparece con Șerpenița como pertenencia comuna Adăşeni, que a su vez pertenecía a Başeu, Dorohoi (el índice pueblos rumanos - después de la nueva organización de la ley municipal - 1865).
El final del siglo XIX - siglo los documentos mencionan la existencia de Livenilor – Vechi a Mitropoliei, Stânca Livenii Noi y Șerpenița perteneciente a Başeu, Provincia Dorohoi - Filipescu Dubău – 1891.
El pueblo Liveni al final del siglo XIX - presenta algunas características, como resultado de las leyes aplicadas ciencias con la organización más sistemática y estructura geométrica Livenii Noi tiene una red de calles, que se conserva en la actualidad.
Desde 1864 Liveni aparece como la aldea administrativa sistematizada que se mantiene hasta 1926 con la especificación de que ciertos momentos de la aldea administrativa se unió Badragi Bădragii Vechi, Edineț en la orilla izquierda del Prut . En el siglo XX debido a la propiedad de la tierra en 1921 aldeas de la comuna Liveni aparecen las aldeas Loturi y Iorga . En 1926 Livenii continúa su existencia en calidad administrativa hasta 1968, cuando fue abolida por el programa comunista de modo abusivo, debido a la división territorial -administrativa el 3 de junio de 1968, comunidad de pertenencia Manoleasa. Desde 1968 hasta 1989 , pues tiempo de 21 años, vivió Liveni y los pueblos vecinos han vivido desde todos los puntos de vista el período más oscuro de su existencia, los rastros de la "edad de oro" es visible en todas partes. La construcción del embalse sobre el río Prut , ha impuesto una reestructuración de la red de asentamientos rurales que implicó la disolución del pueblo Șerpenița , o la reubicación de los hogares y de los grupos de hogares por debajo de la curva de nivel a nivel de 98,20 m ( pueblo ej. Livenii Vechi y Liveni Noi ) .
Otra de las causas del bajo nivel de vida de la población y también para reducir el número de habitantes fue la colectivización de la agricultura, con todas las consecuencias negativas que fluían de ella.
Sin embargo, en este período muy difícil, la gente en su trabajo fueron capaces de construir una nueva escuela, una escuela infantil, una tienda de la antigua cooperativa de consumo con nueva sede.
Actualmente el pueblo antiguo comuna Liveni existe como instituciones de cultura, educación y salud los siguientes objetivos:
Escuelas, una guardería, dos iglesias, un centro cultural y una clínica. En cuanto al comercio y venta de bienes existentes en las aldeas Iorga, Loturi y Livenii Noi son cerca de 14 tiendas en los servicios privatizados y agrícolas, hay seis proveedores privados de sistemas de la máquina y sus tractores.

## Geografía
Localidad Liveni, Botosani condado ocupa un mapa nordeste posición y la ubicación geográfica en la corriente común Manoleasa, está situado en el norte del centro del pueblo, con los vecinos: Mitoc aldea al noroeste, sur aldea Manoleasa-Prut, West Village y comuna Flondura Avrameni y el límite este está dada por la frontera del país con Moldavia, representada en esta zona del lago las aguas del río Rock-Costeşti Prut.

## Demografía
La presentación de la evolución numérica de la población Manoleasa pueblo es relativamente difícil, los primeros datos que se puede pasar de ser el XIX - siglo, entró en el libro almacén Moldavia - 1816.
Mencionan la gama común Liveni existencia de dos ex asentamientos - Serpeni Liveni y los contribuyentes veintitrés, aquí está la localidad incluyendo Zahoreni actualmente perteneciente común Manoleasa.